# نانتون وین
نانتون وِین (انگلیسی: Naunton Wayne؛ ‏ ۲۲ ژوئن ۱۹۰۱ – ۱۷ نوامبر ۱۹۷۰) بازیگر اهل بریتانیا بود. وی بین سال‌های ۱۹۳۲ تا ۱۹۶۹ میلادی فعالیت می‌کرد.
از فیلم‌هایی که وی در آن نقش داشته‌است، می‌توان به خانم ناپدید می‌شود، گذرنامه ورود به پیملیکو، خیال مرا از سر بیرون کن، یک دختر در یک میلیون و کوارتت اشاره کرد.